# دریفت (موتوراسپورت)

نموداری که دو تکنیک متفاوت برای دریفت‌کردن را نمایش می‌دهد

دریفت‌کردن یا دریفت کشیدن (انگلیسی: Drifting) یک تکنیک رانندگی است که در آن راننده به‌طور عمدی و با از بین بردن چسبندگی چرخ‌ها، خودرو را دچار بیش فرمانی می‌کند و در عین حال خودرو را کنترل کرده و آن را برای گذر از پیچ هدایت می‌کند. تکنیک دریفت‌کردن در حالت مرسوم به‌واسطهٔ ضربه‌زدن به پدال کلاچ و ایجاد بیش‌فرمانی عمدی و هدایت معکوس خودرو انجام می‌شود.
این کار با دانستن این که دیفرانسیل خودرو در جلو می‌باشد یا در عقب و ترمز دستی نیز کدام محور را کنترل می کند محور جلو یا عقب، بر عرض مثال خودرو دیفرانسیل جلو باشد و ترمز دستی محور عقب را کنترل کند، با رسیدن ب سرعت مطلوب همزمان دستی را کشیده و فرمان را تا حد ممکن چرخانده و با گرفتن کلاچ لغزنده گی بیشتر را تولید کرده اخطار:مراقب چپ کردن خودرو نیز باشید.

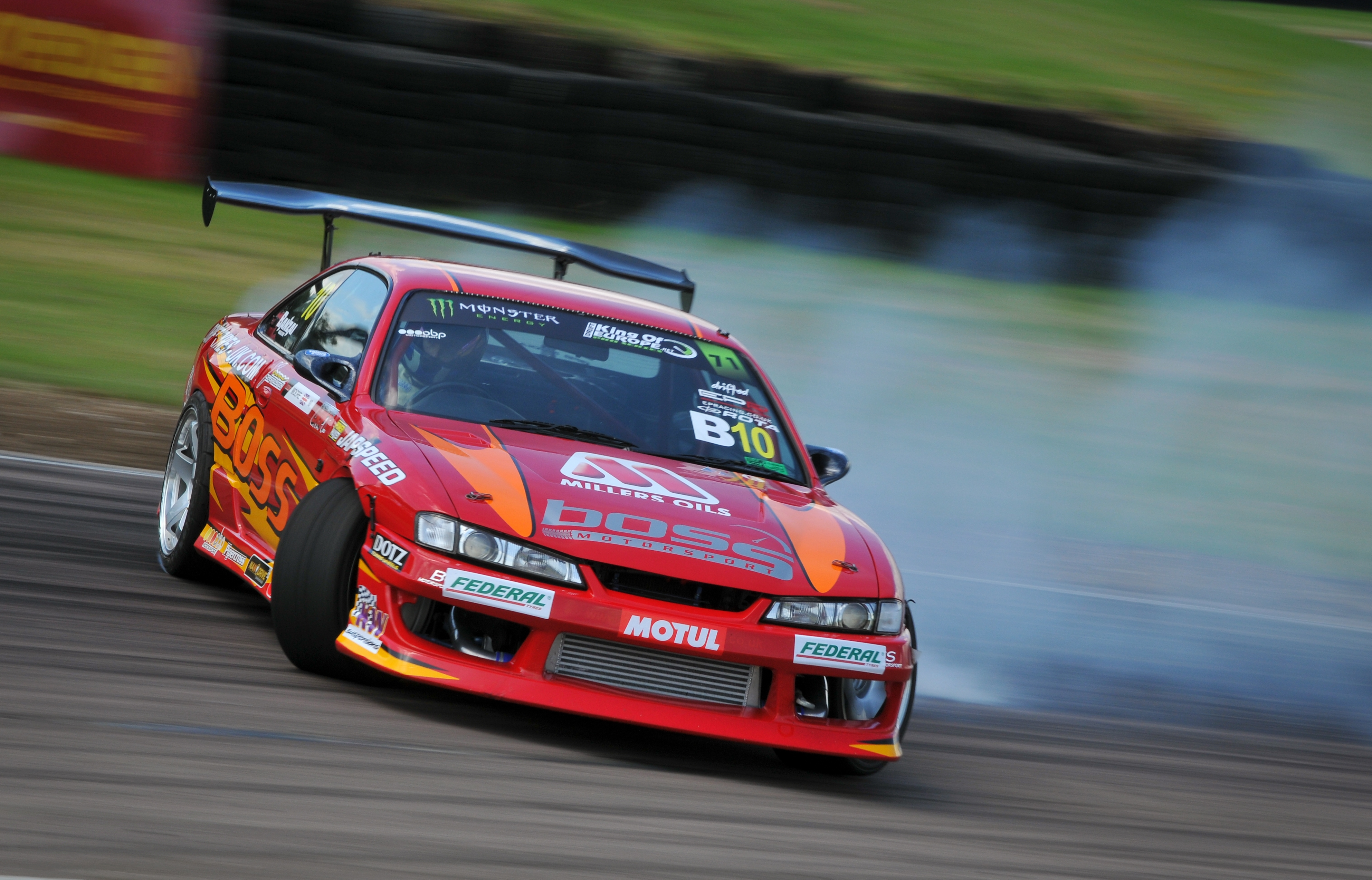
دریفت، استیو مور در حال رانندگی با نیسان سیلویا در اطراف لیدن هیل در دور سوم پادشاه اروپا (۲۰۱۴)